# Завод суперфосфату у Валлару (Wallaroo-Mount Lyell)
Завод суперфосфату у Валлару (Wallaroo-Mount Lyell) — колишній виробничий майданчик у австралійському місті Валлару, що належав компанії Wallaroo-Mount Lyell Fertilisers.
В 1899-му компанія Wallaroo Phosphate Company ввела в дію завод з виробництва фосфорного добрива — суперфосфату. Його особливістю стало те, що необхідну для обробки фосфоритів сульфатну кислоту не продукували на самому майданчику, а отримували від сусіднього мідеплавильного заводу компанії Wallaroo and Moonta Mining and Smelting Company (після його закриття в 1923-му сульфатну кислоту почали доправляти залізницею з металургійного комплексу в Порт-Пірі). Фосфорити первісно завозили з Чилі, а починаючи з 1907 року їх стали імпортувати з острова Науру.
Первісно потужність заводу становила лише 800 тонн суперфосфату на рік. Втім, вона швидко зростала і в 1908-му вже дорівнювала 10 тисяч тонн, а станом на 1913 рік досягнула 30 тисяч тонн.
У 1913-му відбулось злиття Wallaroo Phosphate Company з Mt Lyell Fertilizer Company of Tasmania, що також займалась випуском суперфосфату на своєму майданчику в Біркенгеді (в столиці штату Південна Австралія місті Аделаїда). Об'єднана компанія зайняла провідні позиції на ринку Південної Австралії, свідченням чого стали умови укладеної за кілька років угоди про розподіл ринку з Adelaide Chemical and Fertiliser Company (мала суперфосфатні заводи в Торренсвіллі та Порт-Аделаїді), що діяла до початку 1930-х років. Втім, з середині 1920-х конкуренцію сторонам угоди почала створювати Cresco Fertilizers, що (випускала суперфосфат в Порт-Лінкольні, Валлару та Біркенгеді).
В 1965-му Wallaroo-Mount Lyell Fertilisers об'єдналась із Adelaide Chemical and Fertiliser в компанію Adelaide & Wallaroo Fertilizers Limited, яка вже на початку 1970-х поглинула Cresco Fertilizers. Таким чином, всі суперфосфатні заводи Південної Австралії опинились в одних руках. У 1988-му Adelaide & Wallaroo Fertilizers Limited перетворили на Top Australia Limited, яка в 1990-му була придбана Phosphate Co-operative Company of Australia. В 1994-му остання була перейменована на Pivot Limited, а у 2003-му об'єдналась з Incitec Fertilizer в компанію Incitec Pivot (у якій власникам Pivot дісталось 30 % участі).
Завод Wallaroo-Mount Lyell у Валлару припинив виробництво суперфосфату в 1990-х роках, після чого майданчик почав використовуватись як дистрибуційно-складський, а станом на другу половину 2008-го вже був повністю закритий.